# Hamre (Karlsøy)
Hamre est une localité du comté de Troms, en Norvège.

## Géographie
Administrativement, Hamre fait partie de la kommune de Karlsøy.